# Liste der brasilianischen Botschafter in Tschechien

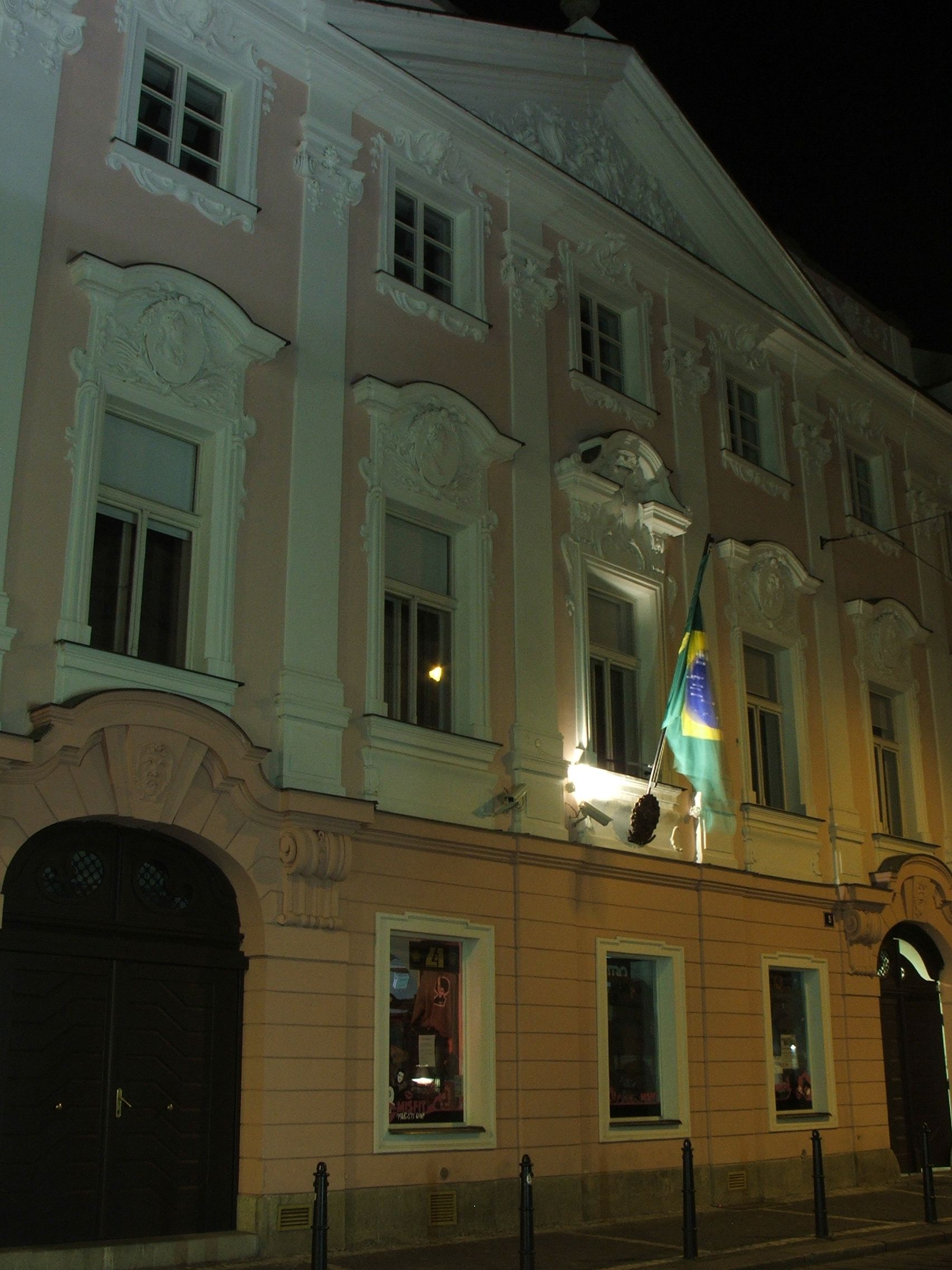
Die brasilianische Botschaft befindet sich in der Panská 5 in Prag

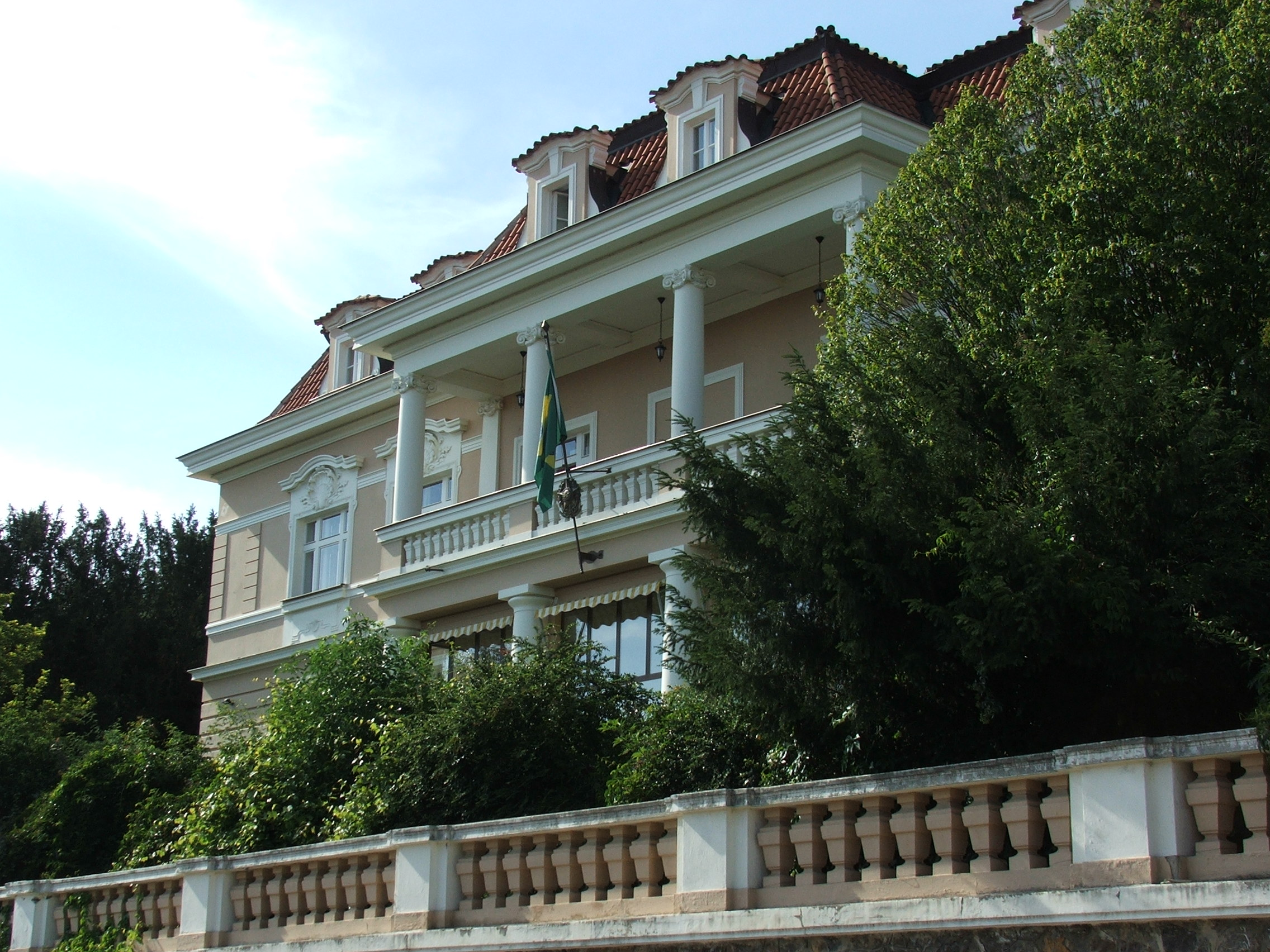
Der brasilianische Botschafter residiert in der Nad Kazankou 7 in Prag

Dies ist eine Liste der brasilianischen Botschafter in Tschechien (und zuvor in der Tschechoslowakei).

## Tschechoslowakei
| Ernannt       | Name                                       | Bemerkungen                                            | ernannt während der Regierung von    | akkreditiert während der Regierung von | Posten verlassen |
| ------------- | ------------------------------------------ | ------------------------------------------------------ | ------------------------------------ | -------------------------------------- | ---------------- |
| 30. Okt. 1921 | Carlos Lemgruber Kropf                     | Minister Resident                                      | Epitácio da Silva Pessoa             | Tomáš Garrigue Masaryk                 | 24. Okt. 1925    |
| 1925          | Carlos Alberto Moniz Gordilho              | Geschäftsträger                                        | Artur da Silva Bernardes             | Tomáš Garrigue Masaryk                 | 1926             |
| 9. Juni 1926  | Mário de Belfort Ramos                     |                                                        | Washington Luís Pereira de Sousa     | Tomáš Garrigue Masaryk                 | 2. Sep. 1936     |
| 1936          | Mário da Costa Guimarães                   | Geschäftsträger                                        | Getúlio Vargas                       | Edvard Beneš                           | 1937             |
| 6. Feb. 1937  | Sebastião Sampaio                          |                                                        | Getúlio Vargas                       | Edvard Beneš                           | 25. März 1939    |
| 26. März 1939 |                                            | ohne diplomatische Vertretung                          | Getúlio Vargas                       | Emil Hácha                             | 9. Okt. 1942     |
| 1942          | Joaquim de Sousa Leão Filho                | Geschäftsträger                                        | Getúlio Vargas                       | Emil Hácha                             | 1945             |
| 1945          | Hugo Gouthier de Oliveira Gondim           | Geschäftsträger                                        | José Linhares                        | Edvard Beneš                           | 1946             |
| 30. Mai 1946  | Décio Martins Coimbra                      |                                                        | Eurico Gaspar Dutra                  | Edvard Beneš                           | 8. Juli 1948     |
| 1948          | Carlos Jacintho de Barros                  | Geschäftsträger                                        | Eurico Gaspar Dutra                  | Klement Gottwald                       |                  |
| 26. Okt. 1948 | Edgard Bandeira Fraga de Castro            |                                                        | Eurico Gaspar Dutra                  | Klement Gottwald                       | 15. Juni 1951    |
| 1951          | Francisco José Novaes Coelho               | Geschäftsträger                                        | Getúlio Vargas                       | Klement Gottwald                       |                  |
| 23. Nov. 1951 | Argeu de Segadas Machado Guimarães         |                                                        | Getúlio Vargas                       | Klement Gottwald                       | 31. März 1954    |
| 1954          | Jurandyr Carlos Barroso                    | Geschäftsträger                                        | João Café Filho                      | Antonín Zápotocký                      |                  |
| 1954          | Paulo Amélio do Nascimento e Silva         | Geschäftsträger                                        | João Café Filho                      | Antonín Zápotocký                      |                  |
| 1954          | Raul José de Sá Barbosa                    | Geschäftsträger                                        | João Café Filho                      | Antonín Zápotocký                      |                  |
| 10. Okt. 1954 | Fernando Nilo de Alvarenga                 |                                                        | João Café Filho                      | Antonín Zápotocký                      | 15. Jan. 1959    |
| 1959          | Gil Roberto Fernando de Ouro Preto         | Geschäftsträger                                        | Juscelino Kubitschek                 | Antonín Novotný                        |                  |
| 16. Dez. 1959 | Maurício Wellisch                          |                                                        | Juscelino Kubitschek                 | Antonín Novotný                        | 2. Sep. 1960     |
| 1960          | Gil Roberto Fernando de Ouro Preto         | Geschäftsträger                                        | Juscelino Kubitschek                 | Antonín Novotný                        |                  |
| 1960          | Isócrates de Oliveira                      | Geschäftsträger                                        | Juscelino Kubitschek                 | Antonín Novotný                        | 1961             |
| 8. Aug. 1961  | Jayme de Barros Gomes                      |                                                        | Jânio Quadros                        | Antonín Novotný                        | 20. Juni 1966    |
| 1966          | Leonardo Marques de Albuquerque Cavalcanti | Geschäftsträger                                        | Humberto Castelo Branco              | Antonín Novotný                        |                  |
| 1966          | Ivan Velicano da Silveira Batalha          | Geschäftsträger                                        | Humberto Castelo Branco              | Antonín Novotný                        |                  |
| 10. Nov. 1966 | Robert Luiz Assumpção de Araúio            |                                                        | Humberto Castelo Branco              | Antonín Novotný                        | 16. Dez. 1968    |
| 1968          | Ivan Velloso da Silveira Batalha           | Geschäftsträger                                        | Artur da Costa e Silva               | Ludvík Svoboda                         |                  |
| 1. Okt. 1968  | Henrique de Sousa Gomes                    |                                                        | Artur da Costa e Silva               | Ludvík Svoboda                         | 8. Apr. 1972     |
| 1972          | Felix Baptista de Faria                    | Geschäftsträger                                        | Emílio Garrastazu Médici             | Ludvík Svoboda                         |                  |
| 20. Sep. 1972 | José Sette Câmara Filho                    |                                                        | Emílio Garrastazu Médici             | Ludvík Svoboda                         | 20. Apr. 1973    |
| 1. Jan. 1975  | Cláudio Cesar de Avellar                   | Geschäftsträger                                        | Ernesto Geisel                       | Gustáv Husák                           | 22. Jan. 1975    |
| 23. Jan. 1975 | José Sette Câmara Filho                    |                                                        | Ernesto Geisel                       | Gustáv Husák                           | 1. Feb. 1975     |
| 2. Feb. 1975  | Cláudio Cesar de Avellar                   | Geschäftsträger                                        | Ernesto Geisel                       | Gustáv Husák                           | 16. März 1975    |
| 17. März 1975 | José Sette Câmara Filho                    |                                                        | Ernesto Geisel                       | Gustáv Husák                           | 4. Apr. 1975     |
| 5. Mai 1975   | Cláudio Cesar de Avellar                   | Geschäftsträger                                        | Ernesto Geisel                       | Gustáv Husák                           | 27. Juli 1975    |
| 28. Juli 1975 | José Sette Câmara Filho                    |                                                        | Ernesto Geisel                       | Gustáv Husák                           | 17. Sep. 1975    |
| 18. Sep. 1975 | Cláudio Cesar de Avellar                   | Geschäftsträger                                        | Ernesto Geisel                       | Gustáv Husák                           | 31. Dez. 1975    |
| 1976          | José Sette Câmara Filho                    |                                                        | Ernesto Geisel                       | Gustáv Husák                           | 1979             |
| 1984          | Manuel Antonio de Pimentel Brandão         |                                                        | João Baptista de Oliveira Figueiredo | Gustáv Husák                           | 1986             |
| 1989          | Carlos Eduardo de Affonesco Alves de Suoza |                                                        | José Sarney                          | Václav Havel                           |                  |
| 1991          | Carlos Antônio Bettencourt Bueno           | 1988: Botschafter in Tokio 1996: Botschafter in Dublin | Fernando Collor de Mello             | Václav Havel                           | 1996             |

## Tschechische Republik(ab 1993)
| Ernannt       | Name                                | Bemerkungen                        | ernannt während der Regierung von | akkreditiert während der Regierung von | Posten verlassen |
| ------------- | ----------------------------------- | ---------------------------------- | --------------------------------- | -------------------------------------- | ---------------- |
| 1996          | Sérgio Paulo Rouanet                |                                    | Fernando Henrique Cardoso         | Václav Havel                           | 2000             |
| 2003          | Affonso Emílio de Alencastro Massot | [ 1 ]                              | Luiz Inácio Lula da Silva         | Václav Klaus                           |                  |
| 22. Aug. 2007 | Leda Lúcia Martins Camargo          | [ 2 ]                              | Luiz Inácio Lula da Silva         | Václav Klaus                           | 2011             |
| 15. Apr. 2011 | George Monteiro Prata               | (* 27. Dezember 1954 in Fortaleza) | Dilma Rousseff                    | Václav Klaus                           |                  |